# Рабудито
Рабуди́то (Discosura longicaudus) — вид серпокрильцеподібних птахів родини колібрієвих (Trochilidae). Мешкає в Південній Америці.

## Опис

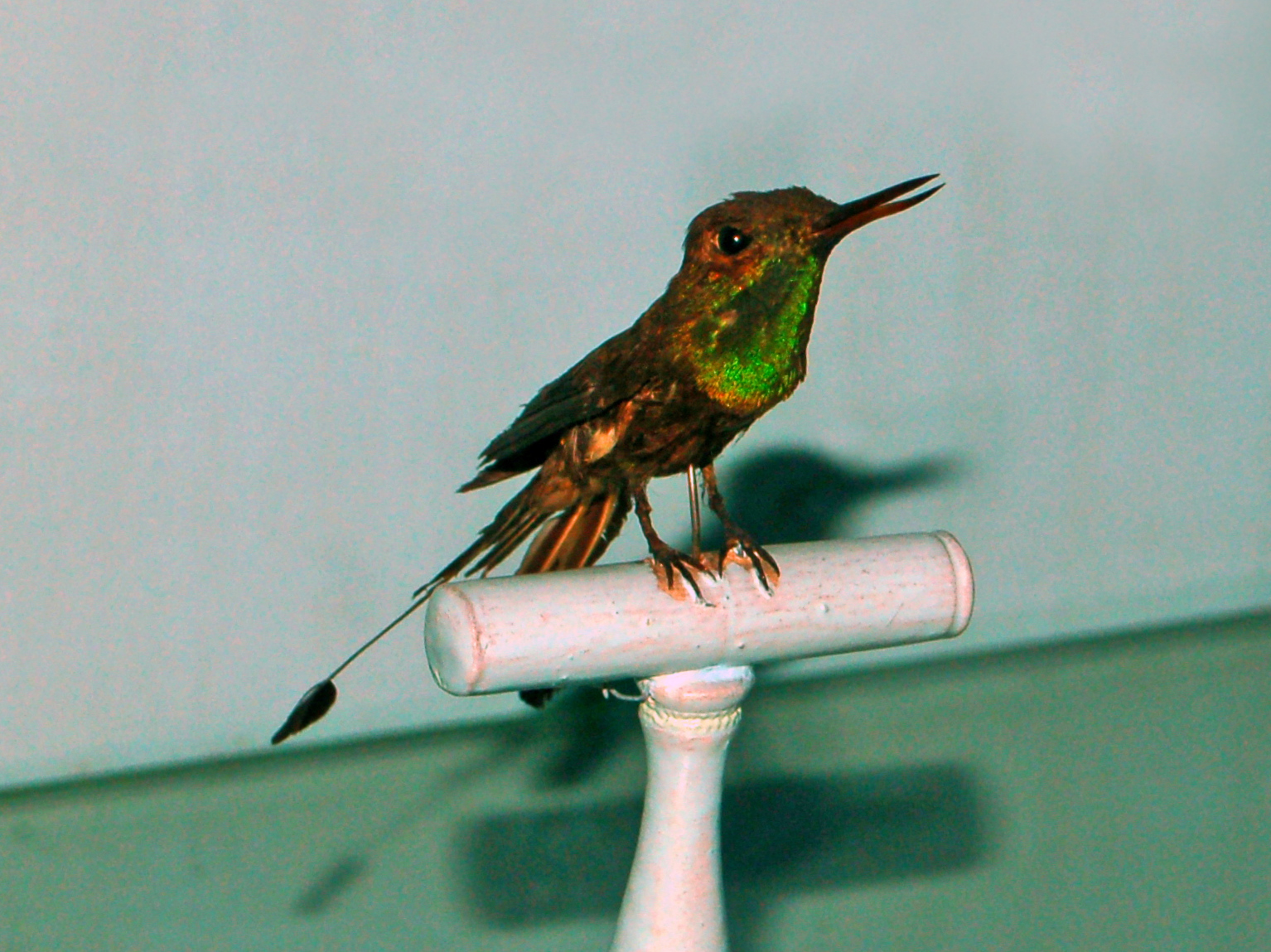
Рабудито

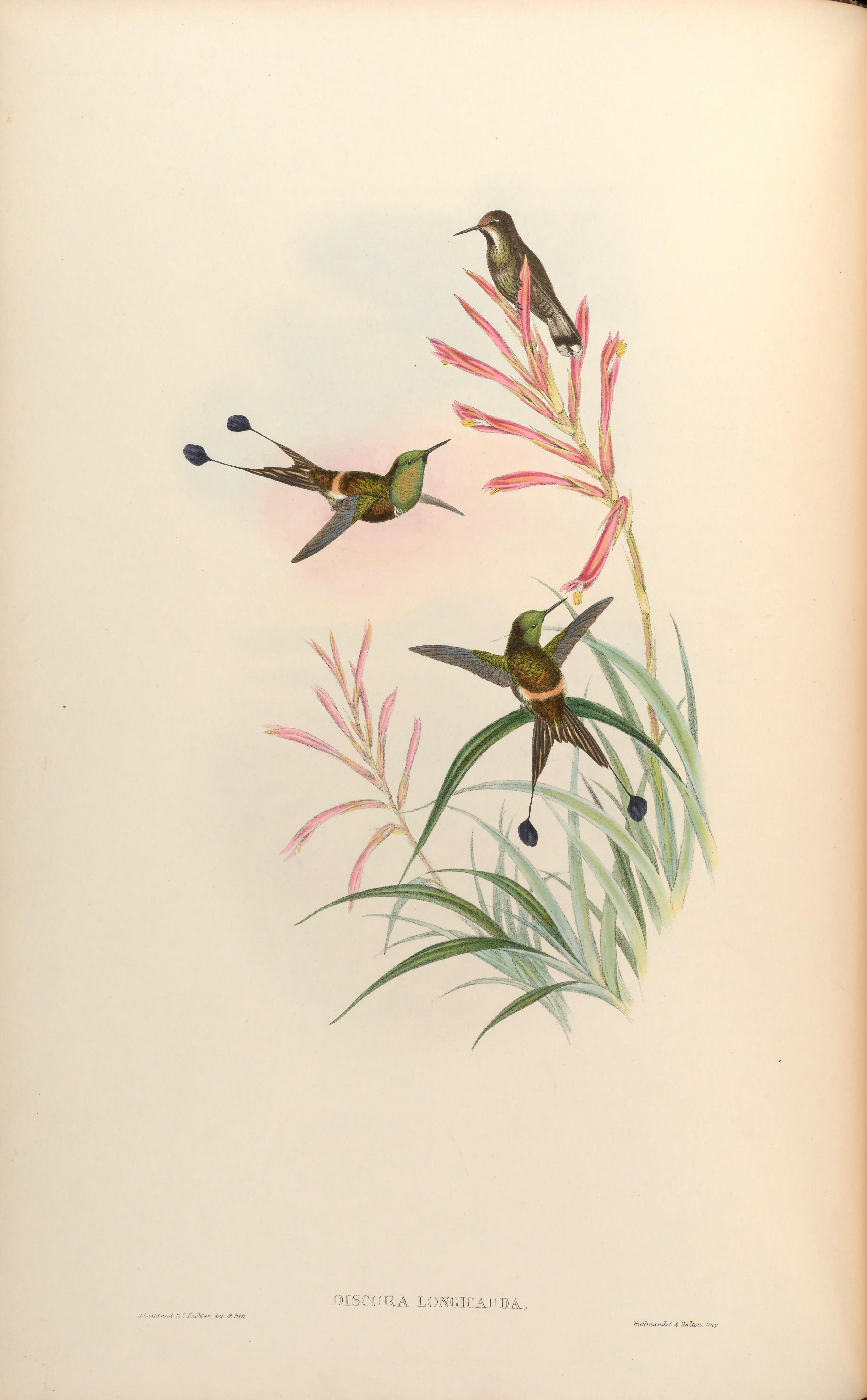
Рабудито

Довжина самців становить 10,2 см, враховуючи довгий хвіст, довжина самиць 6,9 см, вага 3,4 г. У самців тім'я, шия і верхня частина грудей блискучо-смарагдово-зелені. нижня частина грудей мідно-золотиста, живіт білий. Спина зелена, блискуча, на надхвісті рудувато-біла смуга. Хвіст глибоко роздвоєний, темно-фіолетовий, два крайніх стернових пера видовжені, завершуються чорно-фіолетовими "прапорцями".
У самиць верхня частина тіла груди більш тьмяні, відблиск в їх оперенні відсутній. Горло чорне з білими краями, живіт білий. Хвіст роздвоєний, сірий, крайні стернові пера мають білі кінчики, "прапорці" на них відсутні.

## Поширення і екологія
Рабудито мешкають на сході і півдні Венесуелі, в Гаяні, Суринамі і Французькій Гвіані, на півночі Бразильської Амазонії (на північ від Амазонки), а також на східному узбережжі Бразилії (від Ріу-Гранді-ду-Норті до південного Мінас-Жерайса), можливо, також на сході Колумбії. Вони живуть на узліссях вологих рівнинних тропічних лісів Амазонії і атлантичних лісів, часто поблизу річок, а також в галерейних лісах і чагарникових саванах. Зустрічаються на висоті до 700 м над рівнем моря. Живляться нектаром квітучих дерев, зокрема з роду Inga. Гніздо чашоподібне. робиться з м'якого рослинного матеріалу, розміщується на дереві, на висоті від 3 до 6 м над землею. В кладці 2 яйця. Інкуабційний період триває 13-14 днів.